# 阿訥西體育公園
阿訥西體育公園（法語：Parc des Sports d'Annecy）是一個位於法國阿讷西的多用途體育場。該體育場於1964年正式啟用。可容納觀眾數為15660人。該場館曾舉辦過1998年世界青年田徑錦標賽。

## 外链
- Stadium information